# Paula Púa
Paula Cantó (València, 26 d'octubre de 1992), més coneguda com a Paula Púa, és una monologuista còmica i guionista valenciana. Ha treballat com a copresentadora al programa d'entrevistes nocturn d'Orange TV Los felices veinte. Ha estat guionista i reportera al programa de televisió Todo es mentira. Ha presentat juntament amb Nacho Vigalondo els Premis Feroz de 2022. Ha escrit al mitjà satíric El Mundo Today.

## Biografia
Pua és graduada en Periodisme i Comunicació Audiovisual per la Universitat CEU Cardenal Herrera, ha realitzat el Curs de Locució en Ràdio i Televisió a l'Escola Superior d'Imatge i So CES i el Curs de Monòlegs a l'Escola Tècnica de Comèdia.

## Trajectòria
A la ràdio ha col·laborat a Tarde lo que tarde (RNE), a "El Recreo" de La ventana (Cadena SER) i col·laboradora a Mejor contigo de TVE. A més, escriu al mitjà satíric El Mundo Today.
A la televisió, ha enregistrat un monòleg a #StandUp3000 de Comedy Central, ha estat col·laboradora a Zapeando (La Sexta) i ha participat en el programa d'esquetxos d'humor Y sí sí (TVE). Pel que fa a guió, ha estat guionista del programa La noche D (TVE) presentat per Dani Rovira, i guionista i col·laboradora del programa de sàtira política Todo es mentira (Cuatro), presentat per Risto Mejide. Ha treballat com a copresentadora al programa d'Orange TV Los felices veinte al costat de Nacho Vigalondo. Ha copresentat els premis Feroz de 2022.
Ha presentat i guionitzat el format Teorías locas (Netflix Espanya), la websèrie de ficció Viejennials (Verne-El País), ha estat col·laboradora al programa d'humor Esto no es una serie (Vodafone) i ha participat en la sèrie d'esquetxos Humor confinado (La Coproductora). També ha participat interpretant un personatge al pòdcast de ficció Biotopía, de Manuel Bartual i ha col·laborat al pòdcast Esto no es lo que era presentat per Frank Blanco.
Comença a fer monòlegs còmics el 2018 i des de llavors ha actuat a diverses sales, festivals i teatres amb diferents xous de comèdia.
Comença a col·laborar en els programes Zapeando a La Sexta i Todo es mentida a Cuatro l'any 2022. El 2023 comença a ser reportera del programa Días de tele de TVE i, a més, participa, de manera breu, al programa de telerealitat Traitors España, on va ser la tercera eliminada. A més, el 2023 també va començar com a col·laboradora de Me resbala en el seu nou camí a Telecinco.

## Trajectòria professional

### Programes de televisió
| Any               | Títol                 | Cadena    | Notes          |
| ----------------- | --------------------- | --------- | -------------- |
| 2022 – actualitat | Todo es mentira       | Cuatro    | Col·laboradora |
| 2022              | Zapeando              | La Sexta  | Col·laboradora |
| 2022              | Mediafest Night Fever | Telecinco | Instructora    |
| 2023              | Días de tele          | La 1      | Reportera      |
| 2023              | Traitors España       | HBO Max   | Concursant     |
| 2023              | Me resbala            | Telecinco | Concursant     |